# Secret (Take You Home)
"Secret (Take You Home)" er en electropop-sang af den australske sangeren Kylie Minogue fra hendes niende studiealbum Body Language (2003). Sangen blev skrevet af en række sangskrivere og havde en begrænset udgivelse i begyndelsen af 2004 i Taiwan.

## Komposition
"Secret (Take You Home)" er en dance pop-sang med stærke elementer af electropop. Sangen indeholder også fremtrædende R&B-elementer og nu-funk. Teksten taler om Minogue møde en dreng og spekulerer på om han kan være hendes kæreste eller ej.

## Live optræden
Minogue optrådte sangen på Money Can't Buy, en salgsfremmende koncert for Body Language. Den live optræden blev brugt som en salgsfremmende video til singlen.

## Formater og sporliste
Promotional CD single
1. "Secret (Take You Home)" — 3:16
2. "Slow" — 3:15
3. "Slow" (Chemical Brothers Remix) — 7:03